# العلاقات التونسية المالية
العلاقات التونسية المالية هي العلاقات الثنائية التي تجمع بين تونس ومالي.

## مقارنة بين البلدين
هذه مقارنة عامة ومرجعية للدولتين:
| وجه المقارنة                                              | تونس                                       | مالي            |
| --------------------------------------------------------- | ------------------------------------------ | --------------- |
| المساحة (كم2)                                             | 163.61 ألف                                 | 1.24 مليون      |
| عدد السكان (نسمة)                                         | 11.53 مليون                                | 18.54 مليون     |
| الكثافة السكانية (ن./كم²)                                 | 70.47                                      | 14.95           |
| العاصمة                                                   | تونس                                       | باماكو          |
| اللغة الرسمية                                             | اللغة العربية                              | لغة فرنسية      |
| العملة                                                    | دينار تونسي                                | فرنك غرب أفريقي |
| الناتج المحلي الإجمالي (بليون دولار)                      | 40.26 مليار                                | 15.29 مليار     |
| الناتج المحلي الإجمالي (تعادل القوة الشرائية) بليون دولار | 129.05 مليار                               | 35.69 مليار     |
| الناتج المحلي الإجمالي الاسمي للفرد دولار أمريكي          | 3.87 ألف                                   | 724             |
| الناتج المحلي الإجمالي للفرد دولار أمريكي                 | 11.44 ألف                                  | 1.60 ألف        |
| مؤشر التنمية البشرية                                      | 0.721                                      | 0.419           |
| رمز المكالمات الدولي                                      | +216                                       | +223            |
| رمز الإنترنت                                              | .tn                                        | .ml             |
| المنطقة الزمنية                                           | ت ع م+01:00، توقيت وسط أوروبا، ت ع م+02:00 | 00              |

## مدن متوأمة
في ما يلي قائمة باتفاقيات التوأمة بين مدن تونسية ومالية:
- ترتبط القيروان مع تمبكتو باتفاقية توأمة منذ 1965.

## منظمات دولية مشتركة
يشترك البلدان في عضوية مجموعة من المنظمات الدولية، منها:
| علم المنظمة | اسم المنظمة                                                | تاريخ انضمام تونس | تاريخ انضمام مالي |
| ----------- | ---------------------------------------------------------- | ----------------- | ----------------- |
|             | مؤسسة التنمية الدولية                                      | 30 ديسمبر 1960    | 27 سبتمبر 1963    |
|             | الأمم المتحدة                                              | 12 نوفمبر 1956    | 28 سبتمبر 1960    |
|             | منظمة التجارة العالمية                                     | ?                 | ?                 |
|             | منظمة التعاون الإسلامي                                     | ?                 | ?                 |
|             | البنك الإفريقي للتنمية                                     | ?                 | ?                 |
|             | وكالة ضمان الاستثمار متعدد الأطراف                         | 7 يونيو 1988      | 22 أكتوبر 1992    |
|             | الاتحاد الأفريقي                                           | ?                 | ?                 |
|             | العملية المشتركة للاتحاد الأفريقي والأمم المتحدة في دارفور | ?                 | ?                 |
|             | منظمة الشرطة الجنائية الدولية                              | ?                 | ?                 |
|             | المركز الدولي لتسوية المنازعات الاستشارية                  | 14 أكتوبر 1966    | 2 فبراير 1978     |
|             | الاتحاد الدولي للاتصالات                                   | 14 ديسمبر 1956    | 21 أكتوبر 1960    |
|             | الفريق المعني برصد الأرض                                   | ?                 | ?                 |
|             | البنك الدولي للإنشاء والتعمير                              | 14 أبريل 1958     | 27 سبتمبر 1963    |
|             | الاتحاد البريدي العالمي                                    | ?                 | ?                 |
|             | منظمة حظر الأسلحة الكيميائية                               | ?                 | ?                 |
|             | مؤسسة التمويل الدولية                                      | 25 يوليو 1962     | 9 مايو 1978       |
|             | يونسكو                                                     | 8 نوفمبر 1956     | 7 نوفمبر 1960     |

## وصلات خارجية
- موقع وزارة الخارجية التونسية